# WorldSkills Poland
WorldSkills Poland – istniejąca od 2017 r. w Polsce inicjatywa, której głównym celem jest wspieranie młodych ludzi w zakresie podnoszenia kwalifikacji zawodowych i promocji szkolnictwa zawodowego w Polsce.
Inicjatywa umożliwia udział w prestiżowych konkursach EuroSkills i WorldSkills, w ten sposób wskazuje ich uczestnikom atrakcyjną ścieżkę kariery zawodowej. WorldSkills Poland jest organizatorem konkursów branżowych w Polsce, w tym największego konkursu branżowego do 23 roku życia: SkillsPoland. Pierwszy konkurs odbył się w dniach 25–26.11.2021 w Gdańsku na terenie Centrum Wystawienniczo-Kongresowym AmberExpo.

## Historia
Polska przystąpiła do WorldSkills Europe w październiku 2017 r., podczas Zgromadzenia Ogólnego WorldSkills w AbuDhabi, a rok później w trakcie Zgromadzenia Ogólnego w Amsterdamie dołączyła do grona państw zrzeszonych w WorldSkills International. W 2020 r. Fundacja Rozwoju Systemu Edukacji, która pełni rolę instytucji koordynującej, z ramienia Ministerstwa Edukacji i Nauki, powołała biuro WorldSkills Poland. Oficjalnym Delegatem inicjatywy WorldSkills Poland jest dr Paweł Poszytek, a Delegatem Technicznym Izabela Laskowska.
Polska do tej pory brała udział trzykrotnie w konkursach międzynarodowych WorldSkills i EuroSkills:
• EuroSkills Budapeszt 2018, 7 konkurencji z polskim udziałem w konkurencjach: ciesielstwo, florystyka, fryzjerstwo, gotowanie, mechatronika, murarstwo, tynkarstwo i sucha zabudowa.
• WorldSkills Kazań 2019, 8 konkurencji z polskim udziałem w konkurencjach: gotowanie, florystyka, mechatronika, obrabiarki CNC, spawanie, technologia mody, BIM, roboty mobilne.
• EuroSkills Graz 2021, 16 konkurencji z polskim udziałem w konkurencjach: dekarstwo, florystyka, frezowanie CNC, fryzjerstwo, gotowanie, instalacje elektryczne, meblarstwo, obsługa gości hotelowych, projektowanie graficzne, spawalnictwo, stolarstwo, układanie parkietów, technik laboratorium chemicznego, technologia mody, technologia pojazdów ciężkich, technologia samochodowa.
12-17 października 2022 drużyna WorldSkills Poland wystąpi w międzynawowym konkursie WorldSkills Shanghai 2022.

## Osiągnięcia
| Lp. | Zawodnik         | Konkurs                   | Konkurencja  | Medal              |
| --- | ---------------- | ------------------------- | ------------ | ------------------ |
| 1   | Maciej Pisarek   | EuroSkills Budapeszt 2018 | gotowanie    | medal doskonałości |
| 2   | Maciej Pisarek   | WorldSkills Kazań 2019    | gotowanie    | srebro             |
| 3   | Michał Formela   | EuroSkills Graz 2021      | spawalnictwo | brąz               |
| 4   | Piotr Glazik     | EuroSkills Graz 2021      | florystyka   | brąz               |
| 5   | Bartosz Wicherek | EuroSkills Graz 2021      | gotowanie    | brąz               |

## Konkursy krajowe
2020 r.:
Eliminacje Krajowe WorldSkills Poland 2020 (Poznań) w 4 konkurencjach: gotowanie, serwis restauracyjny, cukiernictwo, carving.
2021 r.:
Eliminacje Krajowe WorldSkills Poland 2021 (Tarnów) w konkurencji: technik laboratorium chemicznego.
Eliminacje Krajowe WorldSkills Poland 2021 (Lublin) w 5 konkurencjach: chmura obliczeniowa, cyberbezpieczeństwo, mechatronika, przemysł 4.0 robotyka mobilna.
Eliminacje Krajowe WorldSkills Poland 2021 (Kraków), w konkurencji: budownictwo cyfrowe/BIM.
SkillsPoland 2021 (Gdańsk), w 9 konkurencjach: florystyka, frezowanie CNC, fryzjerstwo, instalacje sanitarne i grzewcze, instalacje elektryczne, meblarstwo, mechanika pojazdów rolniczych i budowlanych, obsługa gości hotelowych, stolarstwo.

## EuroSkills i WorldSkills
EuroSkills i WorldSkills to międzynarodowe, cykliczne wydarzenia, których zadaniem jest promowanie umiejętności zawodowych. Konkursy dają możliwość udziału zarówno uczniom szkół branżowych, techników, jak i studentom uczelni wyższych. W ramach EuroSkills i WorldSkills rywalizuje 31 państw z Europy i aż 85 państwa w edycji globalnej. Eliminacje organizowane w ramach inicjatywy WorldSkills Poland pozwalają wyłaniać zawodników na EuroSkills i WorldSkills.